# Mystrocnemis apicalis
Mystrocnemis apicalis är en skalbaggsart som beskrevs av Aurivillius 1915. Mystrocnemis apicalis ingår i släktet Mystrocnemis och familjen långhorningar.
Artens utbredningsområde är Kenya. Inga underarter finns listade i Catalogue of Life.